# Sabina Bagińska
Sabina Bagińska (19 ottobre 1985) è una sollevatrice polacca.

## Palmarès
Campionati Europei
- 2013 a Tirana
  - oro per la divisione 75 kg (dopo la squalifica di Svitlana Cherniavska).